# Leslie John Comrie
Leslie John Comrie, novozelandski astronom in računalnikar, * 15. avgust 1893, Pukekohe južno od Aucklanda, okrožje Franklin, Severni otok, Nova Zelandija, † 11. december 1950, London, Anglija.